# Nuno Sousa Guedes
Pas d'image ? Cliquez ici

a Compétitions nationales et continentales officielles uniquement.

b Matchs officiels uniquement.
Dernière mise à jour le 7 avril 2022.
Nuno Sousa Guedes, né le 21 novembre 1994, est un joueur portugais de rugby à XV qui évolue au poste d'arrière. 

## Biographie

### Carrière en club
Nuno Sousa Guedes débute le rugby au sein de l'Associação Prazer de Jogar Rugby à Porto, sa ville natale. Il intègre rapidement le CDU Porto, où il reste pendant 6 ans. C'est avec Porto qu'il fait ses débuts dans l'élite Portugaise. 
International à sept avec le Portugal, il décide de quitter Porto pour rejoindre Lisbonne et pouvoir s'entraîner quotidiennement avec la sélection. Il rejoint ainsi en 2014 le GD Direito. Avec le club, il remporte deux titres de champion du Portugal, en 2014/2015 et 2015/2016; ainsi que plusieurs autres trophées (Coupe du Portugal, Supercoupe du Portugal, Coupe ibérique). 
En 2019, il tente sa chance à l'étranger et rejoint le Northern Suburbs RFC en Shute Shield. Avec le club, il dispute 5 rencontres et inscrit 3 essais. Il rentre ensuite au Portugal, rejoignant son club formateur, le CDU Porto. En 2021, il est inclus dans le renouveau des Lusitanos XV, qui évoluent en Rugby Europe Super Cup.

### En sélection
Dès ses 18 ans, il débute avec l'équipe du Portugal à sept. De 2012 à 2015, il va faire partie sans discontinuer, de l'équipe portugaise qui dispute le World Rugby Sevens Series. 
En 2016, il se concentre sur le rugby à XV et débute en sélection. Il va alors moins jouer à sept, mais dispute tout de même les tournois des Paris et Londres, avant la relégation du Portugal des World Rugby Sevens Series. 
Néanmoins, il ne laisse pas tomber le sept, et participe régulièrement aux tournois européens des Seven's Grand Prix Series, ainsi qu'aux Sevens Challenger Series. 
À XV, il s'installe comme un joueur important de la sélection, disputant plusieurs rencontres internationales par an.

## Palmarès
- Championnat du Portugal 2014-2015, 2015-2016
- Supercoupe du Portugal 2014, 2015
- Coupe du Portugal 2015/2016
- Coupe ibérique 2015
- Rugby Europe Trophy 2016-2017, 2017-2018

## Statistiques

### En sélection
| Année | Compétition                        | Matchs | Points | Essais | Transf. | Drops | Pénal. |
| ----- | ---------------------------------- | ------ | ------ | ------ | ------- | ----- | ------ |
| 2016  | CEN D1 2014-2016                   | 5      | 27     | 1      | 8       | -     | 2      |
| 2016  | RET 2016-2017                      | 1      | 18     | 1      | 2       | -     | 3      |
| 2017  | RET 2016-2017                      | 2      | 15     | 1      | 5       | -     | -      |
| 2017  | REC (barrage promotion/relégation) | 1      | -      | -      | -       | -     | -      |
| 2017  | RET 2017-2018                      | 1      | -      | -      | -       | -     | -      |
| 2018  | RET 2017-2018                      | 4      | 18     | 1      | 5       | -     | 1      |
| 2018  | REC (barrage promotion/relégation) | 1      | -      | -      | -       | -     | -      |
| 2018  | Test                               | 2      | 16     | -      | 2       | -     | 4      |
| 2020  | Test                               | 1      | 5      | 1      | -       | -     | -      |
| 2021  | REC                                | 5      | -      | -      | -       | -     | -      |
| 2021  | Test                               | 2      | 5      | -      | 1       | -     | 1      |
| 2022  | REC                                | 1      | -      | -      | -       | -     | -      |
| Total | Total                              | 26     | 104    | 5      | 23      | -     | 11     |

| Essai | Adversaire | Lieu                                       | Compétition      | Date             | Résultat | Score |
| ----- | ---------- | ------------------------------------------ | ---------------- | ---------------- | -------- | ----- |
| 1     | Allemagne  | Stade Rudolf-Kalweit, Hanovre              | CEN D1 2014-2016 | 27 février 2016  | Défaite  | 50-27 |
| 1     | Suisse     | Stade municipal, Yverdon-les-Bains         | RET 2016-2017    | 19 novembre 2016 | Victoire | 10-28 |
| 1     | Pologne    | Centro de Alto Rendimento do Jamor, Oeiras | RET 2016-2017    | 18 février 2017  | Victoire | 35-10 |
| 1     | Moldavie   | Complexul Sportiv Raional, Orhei           | RET 2017-2018    | 10 mars 2018     | Victoire | 10-29 |
| 1     | Brésil     | Centro de Alto Rendimento do Jamor, Oeiras | Test match       | 21 novembre 2020 | Victoire | 33-13 |